# Rocky Bernard
Robert Eugene Bernard Jr., detto Rocky (Baytown, 19 aprile 1979), è un ex giocatore di football americano statunitense che ha militato nel ruolo di defensive tackle nella National Football League (NFL). Fu scelto nel corso del quinto giro (146º assoluto) del Draft NFL 2002 dai Seattle Seahawks. Al college ha giocato a football alla Texas A&M University.

## Carriera

### Seattle Seahawks
Bernard fu scelto dai Seahawks nel corso del quinto giro del Draft 2002. Fu usato principalmente come riserva nelle sue prime tre stagioni nella lega prima di diventare il defensive tackle titolare nel 2005, mettendo a segno 8,5 sack nella stagione regolare più altri 2 nella finale della NFC vinta contro i Carolina Panthers. Bernard totalizzò 42 tackle nella stagione 2005 e partì come titolare nel Super Bowl XL perso contro i Pittsburgh Steelers.
Il 30 agosto 2008 la National Football League sospese il giocatore per la partita di debutto della stagione 2008 per aver violato il codice di condotta imposto della lega. Bernard era stato arrestato in aprile per violenza domestica, in cui prese a pugni la sua ex fidanzata. La sospensione gli costò 235 000 dollari di mancati salari.

### New York Giants
Il 28 febbraio 2009, Bernard firmò un contratto quadriennale del valore di 16 milioni di dollari coi New York Giants, inclusi 5 milioni di bonus alla firma.
Bernard fu svincolato il 28 luglio 2011 ma rifirmò cinque giorni dopo. Coi Giants vinse un anello del Super Bowl quando la squadra sconfisse i New England Patriots nel Super Bowl XLVI. L'11 giugno 2012 Bernard firmò un nuovo contratto coi Giants. Nella stagione 2012 mise a segno 30 tackle e un sack in 12 partite, cinque delle quali come titolare.

## Palmarès

### Franchigia
- Super Bowl : 1

New York Giants: XLVI
- National Football Conference Championship: 2

Seattle Seahawks: 2005
New York Giants: 2011